# Фаусто Зонаро
Фа́усто Зо́наро (італ. Fausto Zonaro, нар. 18 вересня 1854, провінція Падуя — 19 липня 1929, Санремо) — італійський живописець. Художник-орієнталіст, який був придворним Абдул-Гаміда II і створив серію відомих картин про життя в Османській імперії.

## Життєвий шлях

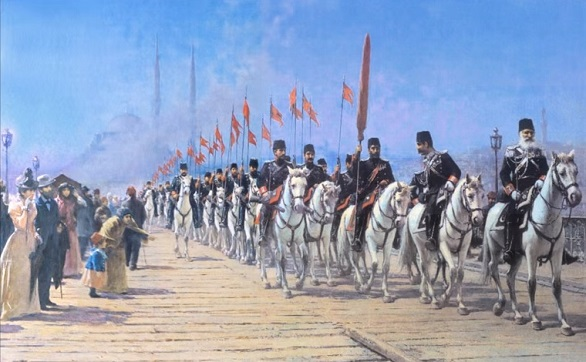
Імператорський полк Ертугрулів на мосту Галата

Фаусто Зонаро народився в містечку Мазі провінції Падуя, що входило на той час до складу Австрійської імперії. Його батько, Мауріціо Зонаро, був майстром кладки цегли. Водночас він був затребуваним декоратором при будівництві мармурових плінтусів з багатьма орнаментами у вигляді раковин устриць. В юному віці Фаусто Зонаро працював в будівництві разом із батьком, і з 14 років легко міг зробити важку фізичну роботу, наприклад, розмістити наріжний камінь.
Починаючи з 1870 року три роки навчався живопису в технікумі в Лендінарі поблизу Мазі. В цій школі протягом трьох років був учнем професора Федеріко Корденона. Успішно закінчивши школу, Зонаро за допомогою свого вчителя відкрив в цьому ж місті свою першу виставку живопису.
1874 року він вступив до Академії Ціньяролі, однієї з провідних академій образотворчого мистецтва того періоду. Фаусто Зонаро став учнем Наполоні Нані, майстра живописця. Тут Зонаро мав можливість вдосконалити свою техніку, однак мусив залишити освіту через військову службу, і закінчив навчання вже у Римській академії образотворчих мистецтв.    Цей диплом дав йому можливість викладати живопис. Ще в роки, коли він вивчав живопис, освоїв метод малювання невеличкими мазками пензлем, не змішуючи кольори, ця техніка мала великий вплив на італійський живопис того часу. У період з 1885 по 1888 р..він давав уроки живопису в Венеції та Неаполі, в цей же період провів виставку своїх картин на бульварі Кліші, в Парижі.
1888 — останній рік фундаментальної мистецької освіти. В Парижі, в світовій столиці імпресіонізму, Зонаро контактує з усіма великими майстрами. Зонаро залишиться там лише рік, але це рік інтенсивного вивчення та вдосконалення його методик.
1889 року приєднався до Паризького салону. Продовжував богемне життя мандрівних художників до 1891 року. Однак, незважаючи на свій успіх і репутацію, зміг продати дуже мало картин, тому повернувся до Падуї та Венеції, щоб викладати живопис. В 1891 році на прохання Елізи Панте, його учениці із Венеції, яка згодом стане його дружиною, він приїхав до Стамбула. Стамбул став місцем, де, завдяки підтримці дружини, його талант відкривався, розвивався і його мистецтво було добре сприйняте суспільством.

### Життя в Стамбулі

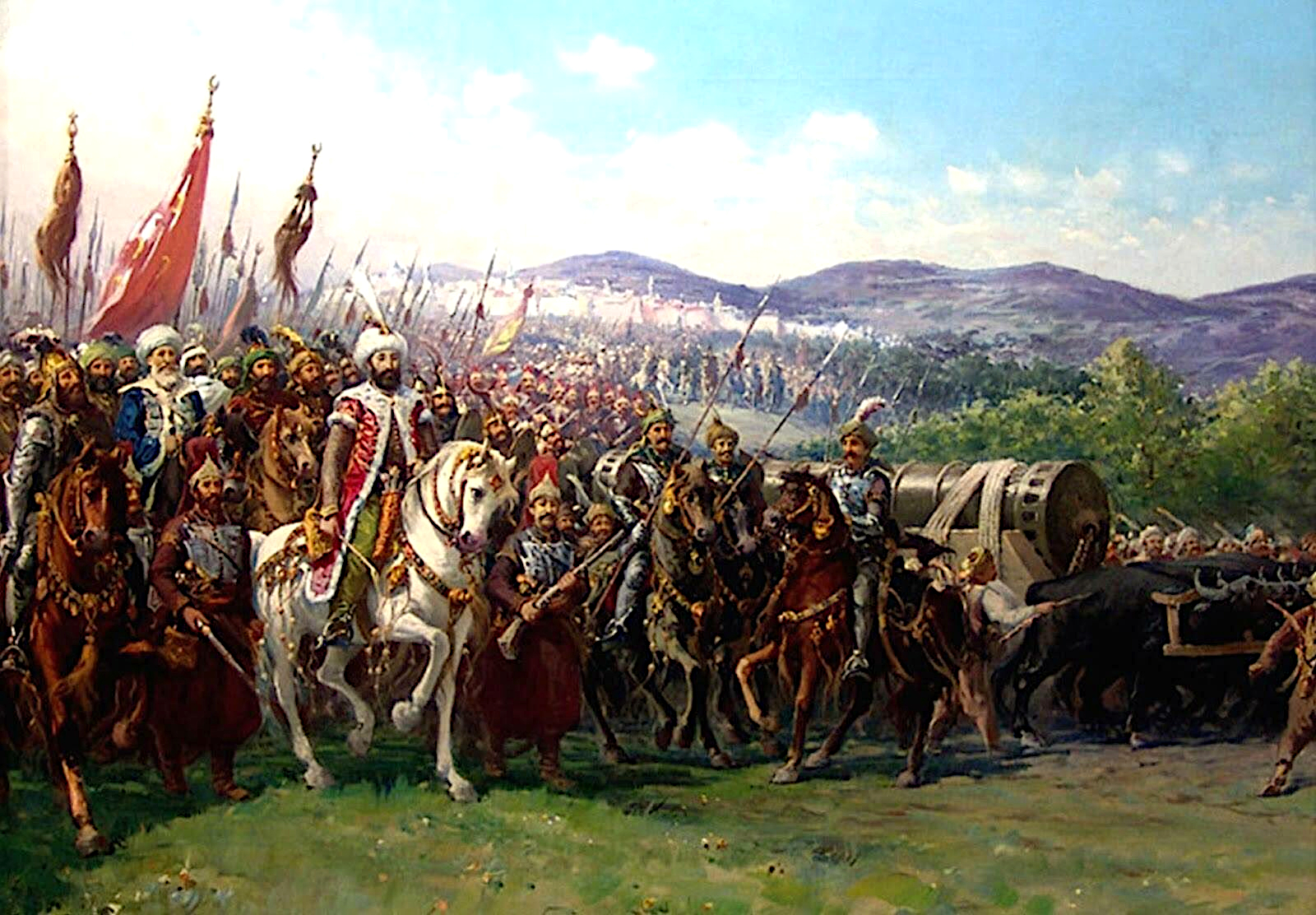
Мехмед II і османська армія наближається до Константинополя, перевозячи гігантську бомбарду.

Фаусто і Еліза, які поєднали свої долі у цьому місті в 1891 році, почали жити в квартирі, орендованій біля площі Таксима. Тут в 1892 році народився старший син. Продавши торговцю картину з невеличким краєвидом, що показував сцени з життя міста та району Бейоглу, Фаусто Зонаро відразу став знаменитим в Стамбулі. Незабаром, за підтримки італійського посольства, він відкрив курси живопису, в якому брали участь дружини працівників іноземних посольств. Ферід Паша, міністр культури того часу, запросив Фаусто Зонаро  до палацу, де він познайомився з Османом Хамді Беєм.

### Палацовий живопис
Фаусто Зонаро став палацовим маляром у 1896 році, коли представив картину під назвою Ертурульський кавалерійський полк на мосту Галата. Вважається, що султан, якому сподобався твір, нагородив його орденом Меджида і присвоїв звання «Палацовий художник».
У 1897 році Фаусто Зонаро отримав постійну офіційну посаду з фіксованою платнею, і мав можливість переїхати в Акаретлерські будинки. Художник отримав в подарунок від султана одну з будівель Акареті і Сенії, і  використовував цей будинок і як житло, і як майстерню та виставковий зал. В цій будівлі продовжує функціонувати центр мистецтв. Джелаль Есат Арсевен, який був учнем Фаусто Зонаро, в своїх спогадах зазначить що бачив в майстерні Зонаро таких художників як Ходжа Алі Риза, Абдул-Меджид, Джіллель Ічмет та Міхрі Мюшфік Ханим. 

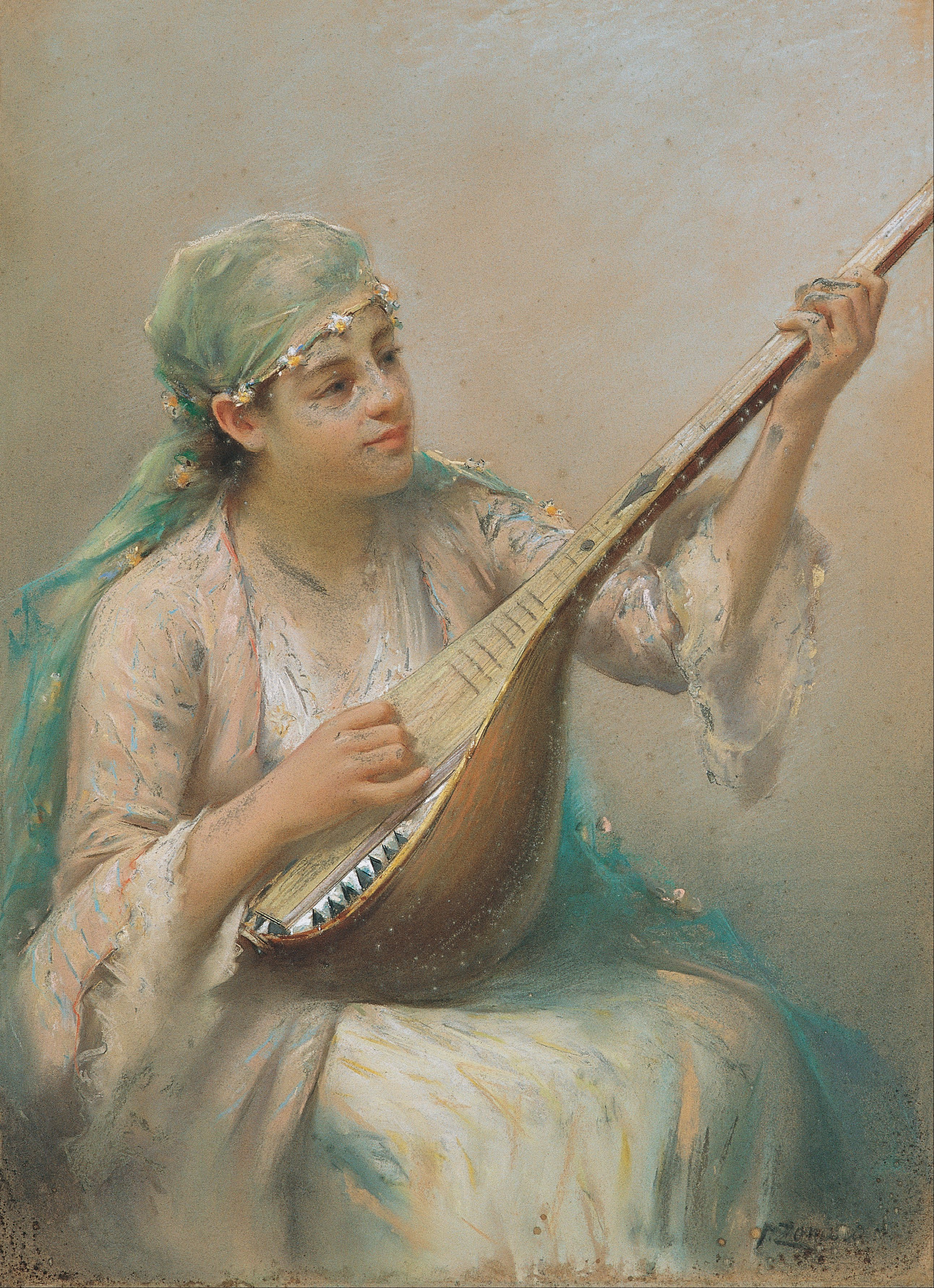
Дівчина, що грає в Саз, початок 20 століття.

Фаусто Зонаро виставив більш ніж 57 картин на виставки Стамбульських залів у 1901 та 1902 роках. У 1905 році Абдулхамід попросив художника намалювати картини із зображенням Завоювання Стамбула. Картини мали успіх, і його платня була підвищена. Поки Фаусто Зонаро продовжує своє мистецьке життя як живописець, його дружина Еліза продовжує фотографувати картини, складаючи таким чином дуже дорогоцінний архів із сотень фотографій, особисто опікується будинком та дітьми, проводить уроки живопису, фотографії, зустрічає шанувальників, працює з друкованими творами чоловіка, які вона сама пакує вручну, заробляючи таким чином відзнаки та медалі, які піднімуть її до соціального рангу дружин іноземних послів. Дім подружжя Зонаро, таким чином, протягом приблизно 10 років стає міцною точкою культурного обміну між Сходом та Заходом, місцем зустрічі різних менталітетів, звичаїв та релігій. В палаці, який був подарований султаном, Зонаро готує постійну виставку своїх робіт, виділяючи лише третій поверх для приватного житла. На початку ХХ століття, Зонаро був на вершині своєї художньої та життєвої слави. У 1894 році він був призначений придворним лицарем, в 1897 році великим офіцером, в 1904 році нагороджений Орденом корони Італії, в 1900 році і в 1903 році народилися дві дочки Йоланда і Мафалда.
У вересні 1907 року Фаусто Зонаро, який був присутній на виставці присвяченій 31-й річниці трону Абдул-Гаміда в Стамбулі отримав високі оцінки художніх критиків своїх робіт. За час перебування в Стамбулі він часто брав участь у європейських виставках.
Після повстання 31 березня в країні встановилась конституційна монархія, у жовтні 1909 року Фаусто Зонаро повідомили, що звання палацового художника було скасовано. Його просять платити оренду, щоб продовжувати жити в палаці Бешикташ. Зонаро не може довести документами, що Палац є його власністю, тому що це був подарунок султана, і, ображений та розлючений, він вирішує повернутися до Італії. Художник покинув Туреччину у 1911 році з дружиною та чотирма дітьми. У Константинополь Зонаро ніколи більше не повернеться.

### Життя в Італії
Виїхавши із Стамбулу, художник оселився в Санремо, і продовжував малювати картини із зображеннями Стамбула. Він був відомою людиною у своїй країні. Виставка, відкрита художником у казино Санремо в 1912 році, пізніше супроводжувалася виставками в Ніцці, Монтекарло, Рапалло, Генуї, Мілані, Комо та Монці. В 1924 р. Фаусто Зонаро написав свої спогади про життя в Туреччині, однак книга не була опублікована, а залишалася в сімейному архіві. Лише у 2008 році книга була опублікована під назвою «Двадцять років за правління АбдулГаміда».
19 липня 1929 року в 75-річному віці помер почесний громадянин Сан-Ремо, Фаусто Зонаро. З державними почестями він був похований на монументальному кладовищі Фоце у Санремо.

## Нове життя

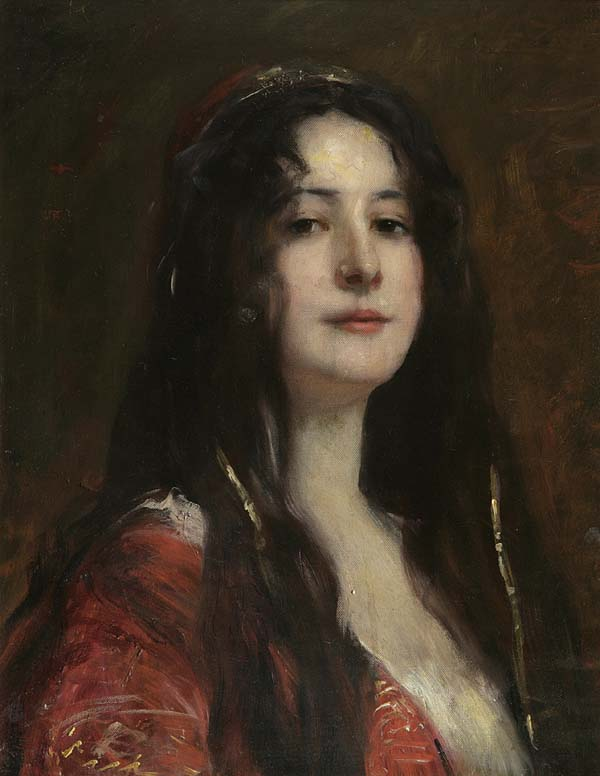
Турецька дівчина

Після тривалого забуття про Фаусто Зонаро знову заговорили після того, як дослідник Родольфо Фальчі опублікував книгу «Le Tre Stagioni Pittoriche di Fausto Zonaro» («Три живописні пори року Фаусто Зонаро») у 1993 році. Після книги в 1994 році він організував нову виставку робіт Фаусто Зонаро в Санремо. Після цієї дати також було виготовлено копії картин Фаусто Зонаро, які набули великого значення на ринку мистецтв.

### Дочка англійського посла
Дочка англійського посла в паланкіні (анг.The Daughter of the English Ambassador Riding in a Palanquin) — картина Фаусто Зонаро кінця 19 століття. 

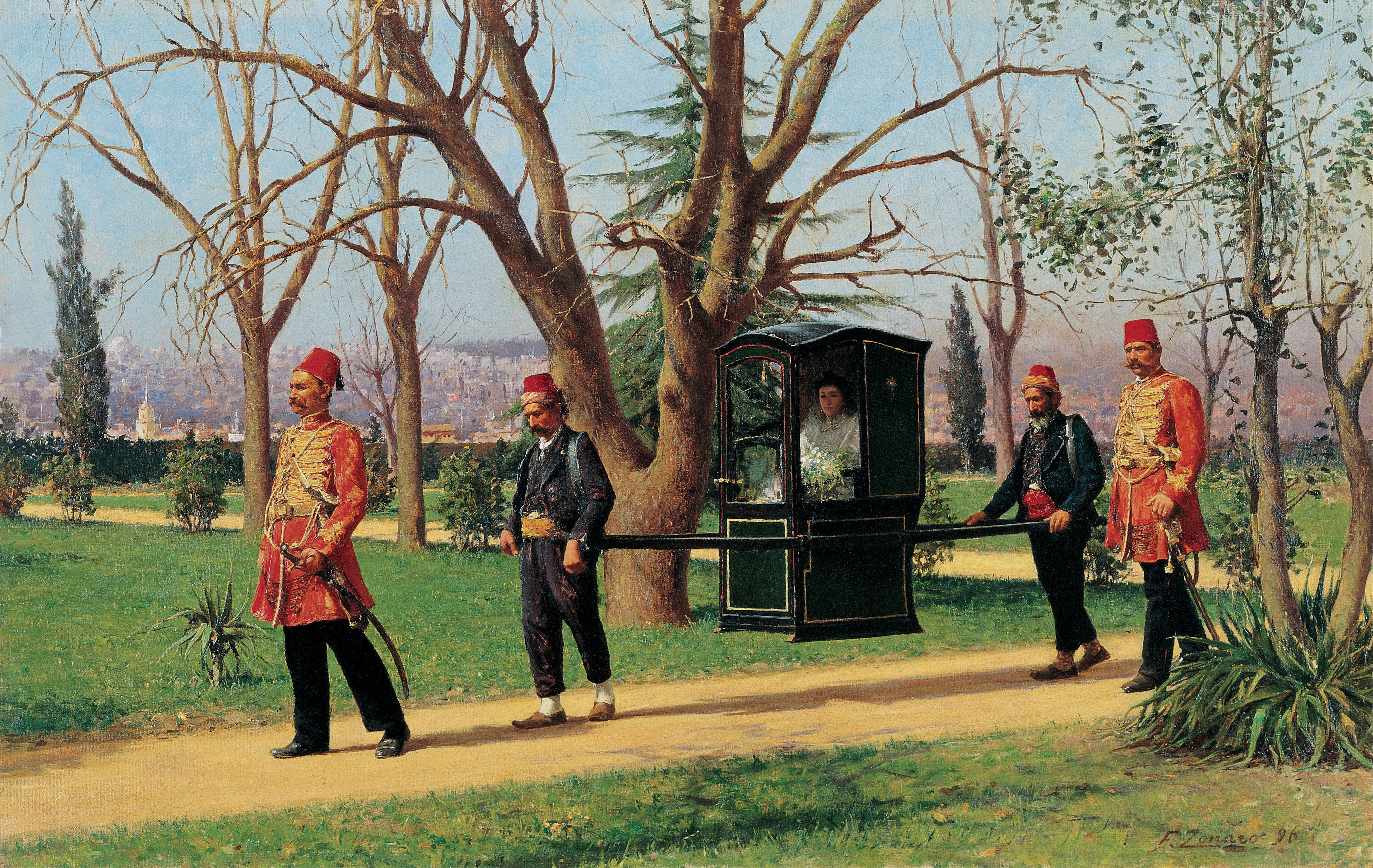
Дочка англійського посла, що їде на паланкіні

На полотні зображена жінка під вуаллю, яку несуть дві людини. Робота включена до колекції фонду Suna та Inan Kıraç та експонується в музеї Пера в Стамбулі. Фаусто Зонаро отримував замовлення полотен від іноземних послів та посольських кіл у Стамбулі. 1893-1898 рр. послом Великої Британії в Османської імперії був сер Філіп Вудхаус Керрі, який і був замовником картини.Згідно з підрахунками, проведеними дружиною Зонаро, Елізою Зонаро, сер Керрі заплатив 42,27 ліри Зонаро в травні 1896 року в обмін на масляну картину та акварельну картину, про які не згадувалося в записах. Картина, що відповідає цій даті, вважається цією картиною маслом.
Картини, які Фаусто Зонаро малював протягом двадцяти років у Стамбулі, були настільки ж барвистими та різноманітними, як і космополітичне населення міста в той час. Зонаро став одним із небагатьох художників-східників свого періоду, які використовували в своїх картинах основні сюжети східного живопису. Творчість Зонаро на східну тему, враховуючи, що він почав працювати з 1891 року, слід розглядати як пізнього художника-східника, Тим не менш, жодного джерела, де б художник назвав себе сходознавцем, не знайдено.

## Творчість
Стиль художника, оригінальний і безпомилковий, створений кількома школами та мистецькими рухами. Не зазнає жодних змін. В ньому злиті — французький імпресіонізм, венеціанський колоризм та неаполітанський реалізм. Художник завжди вірний собі, до останнього дня. Його стиль має тенденцію до досить поверхневого імпресіонізму, який дозволяє йому швидко виконувати ескізи в безпосередньому контакті з реальністю. Його манера деталізованого та насиченого кольорами пейзажу, більш властива італійським стилям дев'ятнадцятого століття.Зонаро писав портрети, пейзажі та історичні полотна. Він вважається одним з тих, хто вніс вагомий вклад в розвиток в Туреччині мистецтва за західним зразком. Він був плідним художником і створив сотні робіт, більшість з яких присвячені історії Османської імперії. Виставка його робіт у Флоренції 1977 року одержала широке визнання в світі мистецтва.

Сьогодні більшість робіт Зонаро виставлені в музеях Стамбула: Топкапи, Долмабахче Військовому музеї Стамбула, Музеї Сакіпа Сабанчі, Музеї Пера. Деякі роботи залишаються в приватних колекціях Туреччини.

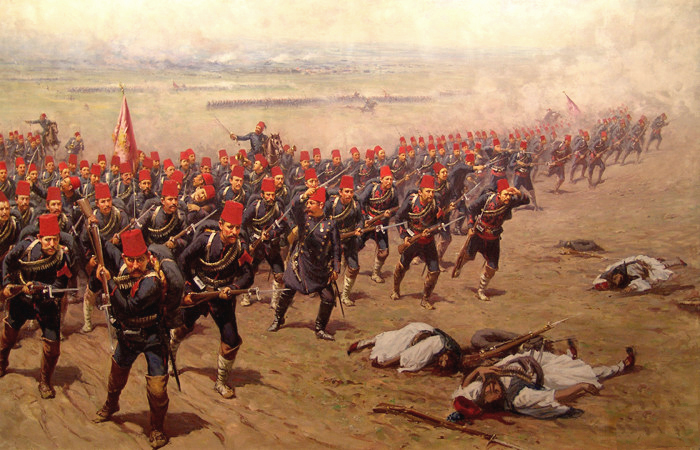
Напад розташовується в колекції палацу Долмабахче.
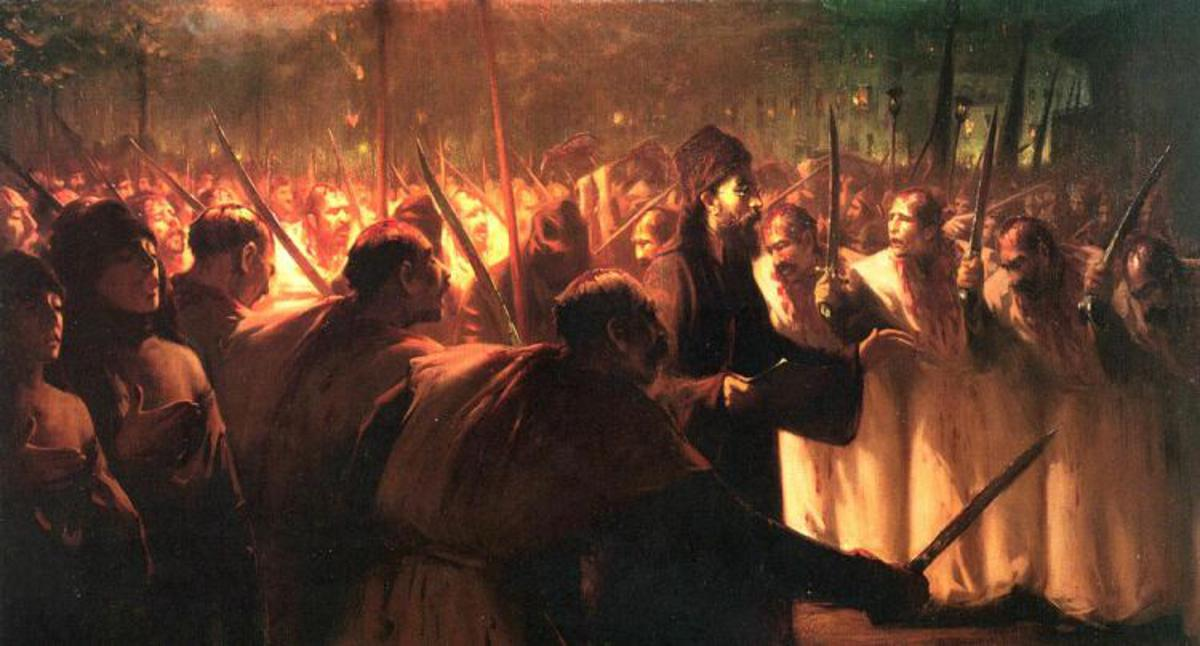
Десятий день мухаррама.Демонструється в Стамбульському музеї сучасного мистецтва.
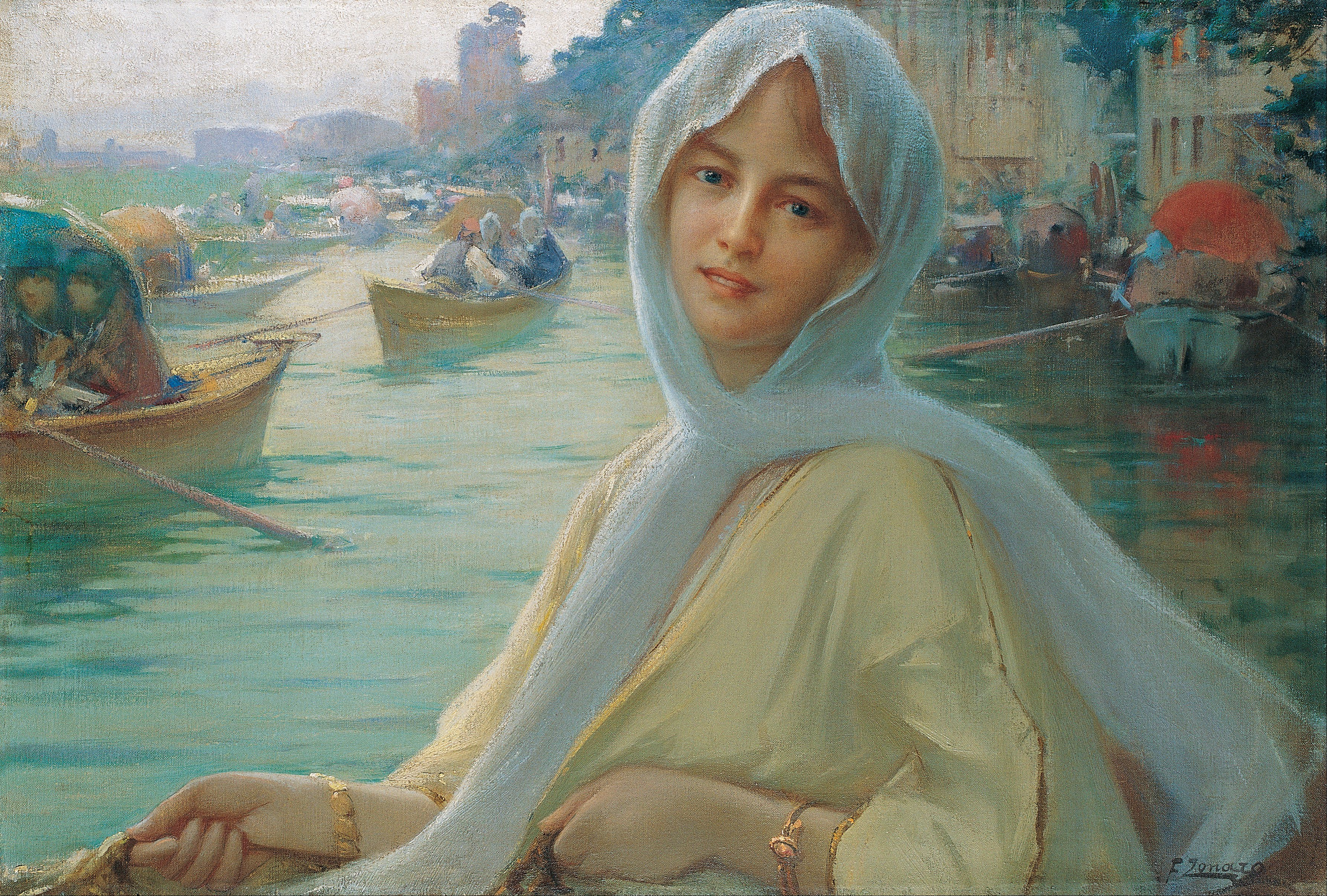
Кампанія Göksu. Османська дама на цій фотографії, куди б ви не дивилися, буде стежити за вами очима. Робота знаходиться в музеї Пера в Стамбулі.
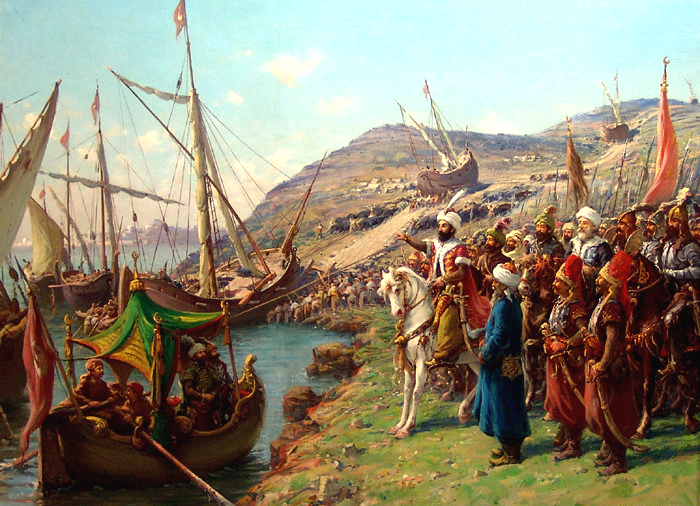
Завоювавши Стамбул, Картина в колекції палацу Долмабахче.
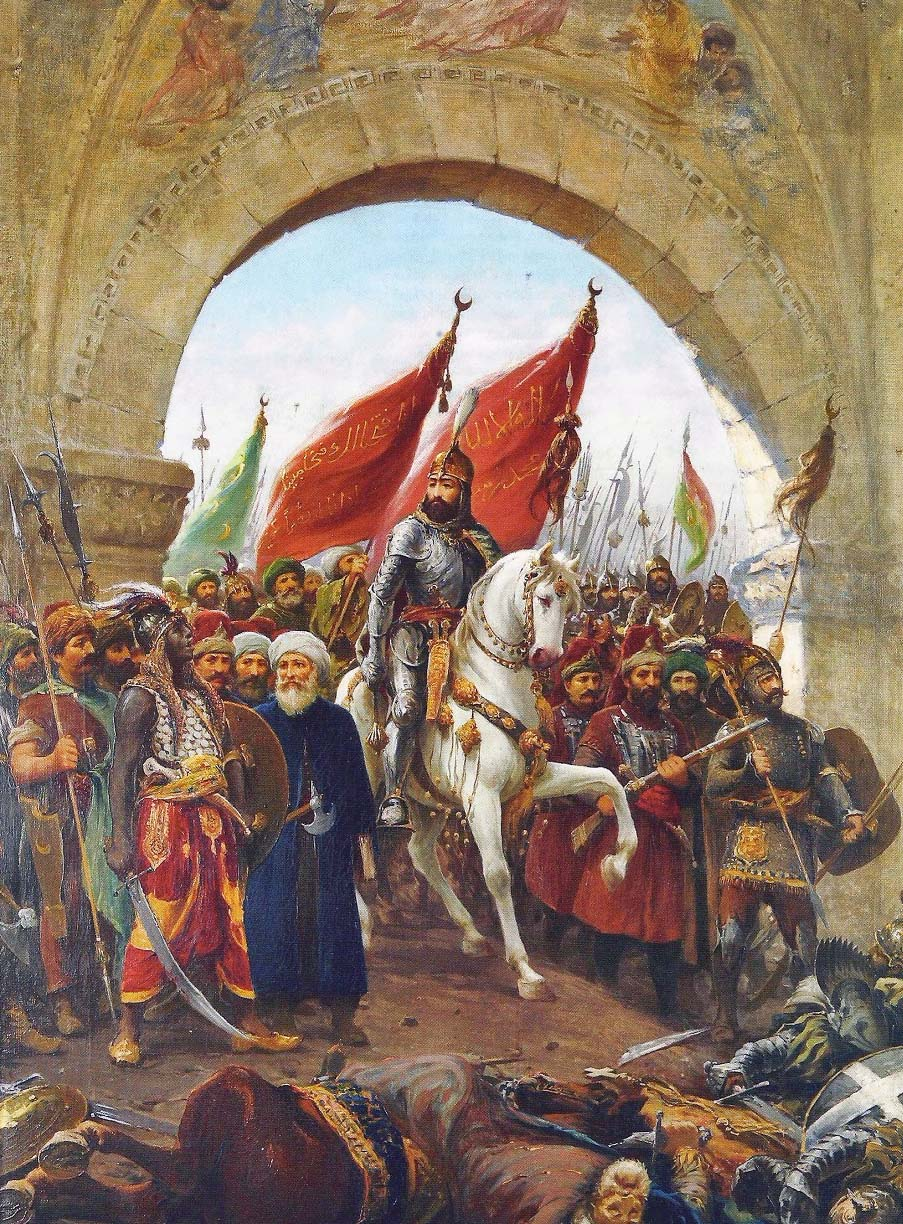
Вхід Фатіха Султана Мехмета з воріт Стамбула. На цій картині Зонаро зобразив себе як яничара ліворуч від Фатіха. Робота знаходиться у колекції палацу Долмабахче.
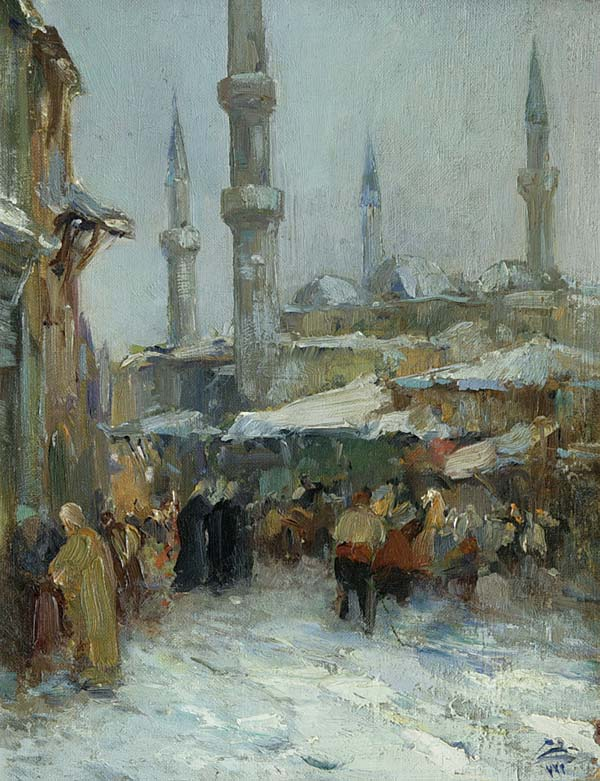
Стамбул. Зима
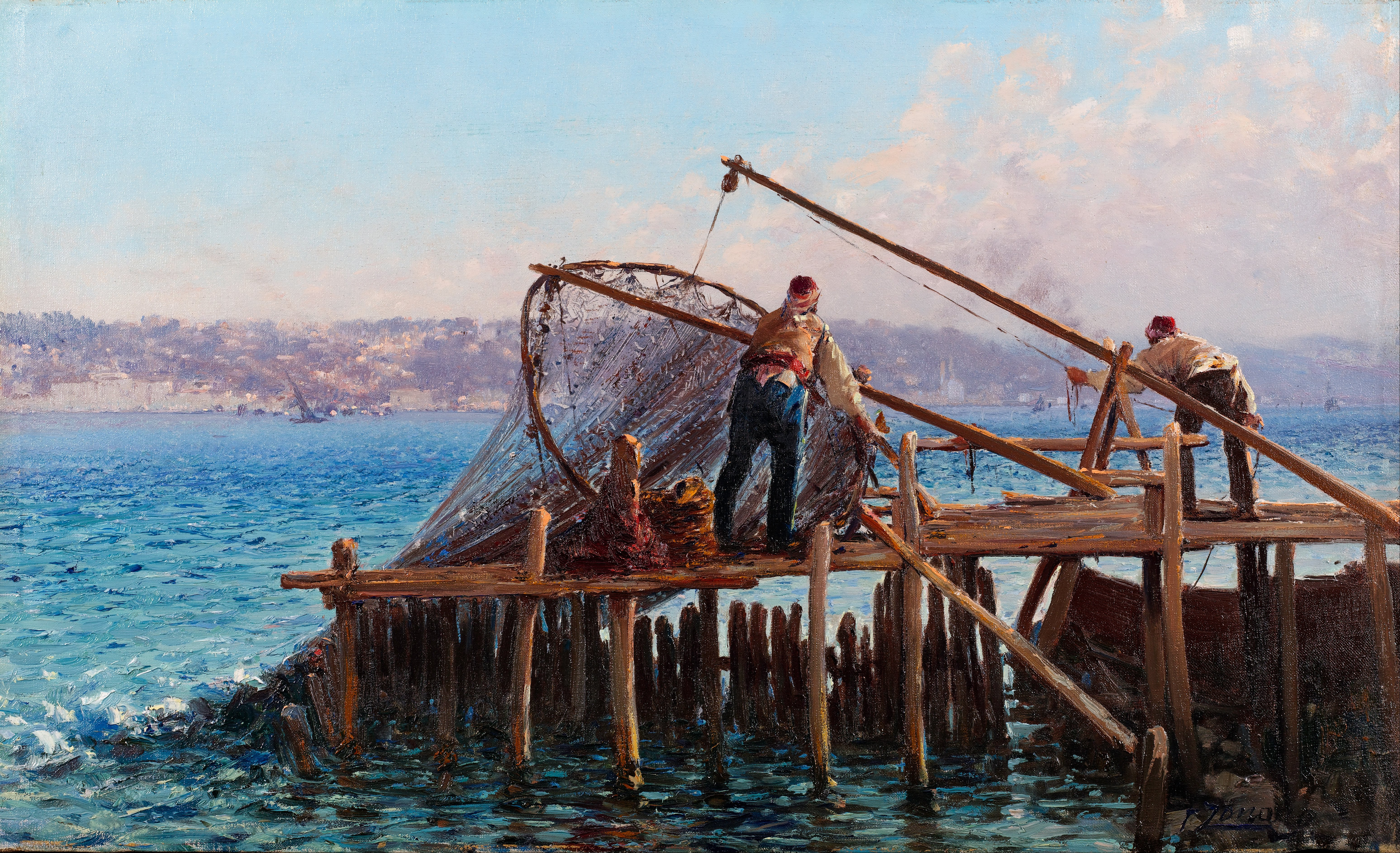
Рибалки, що ловлять рибу
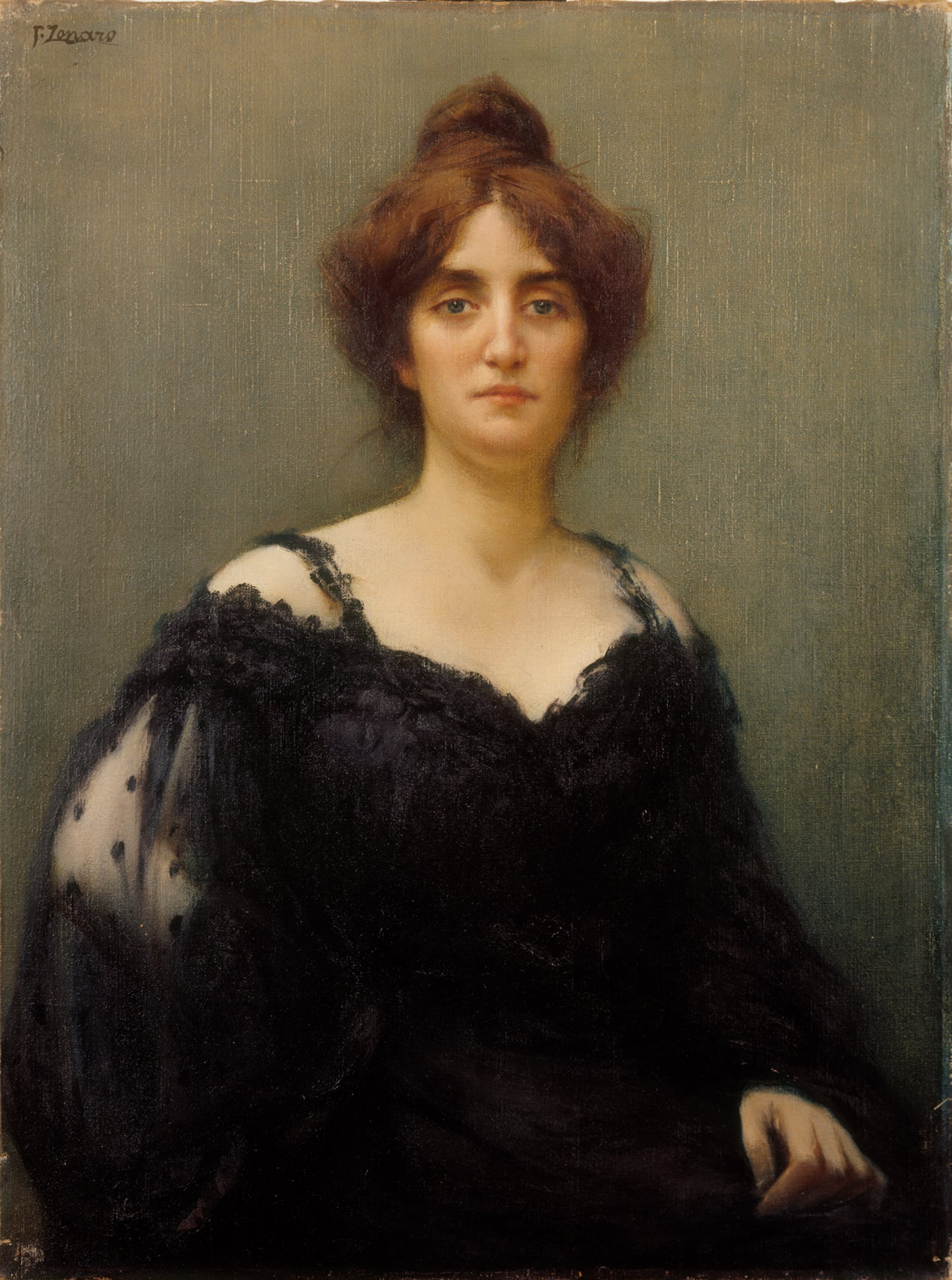
Моя дружина Еліза Фаусто Зонаро
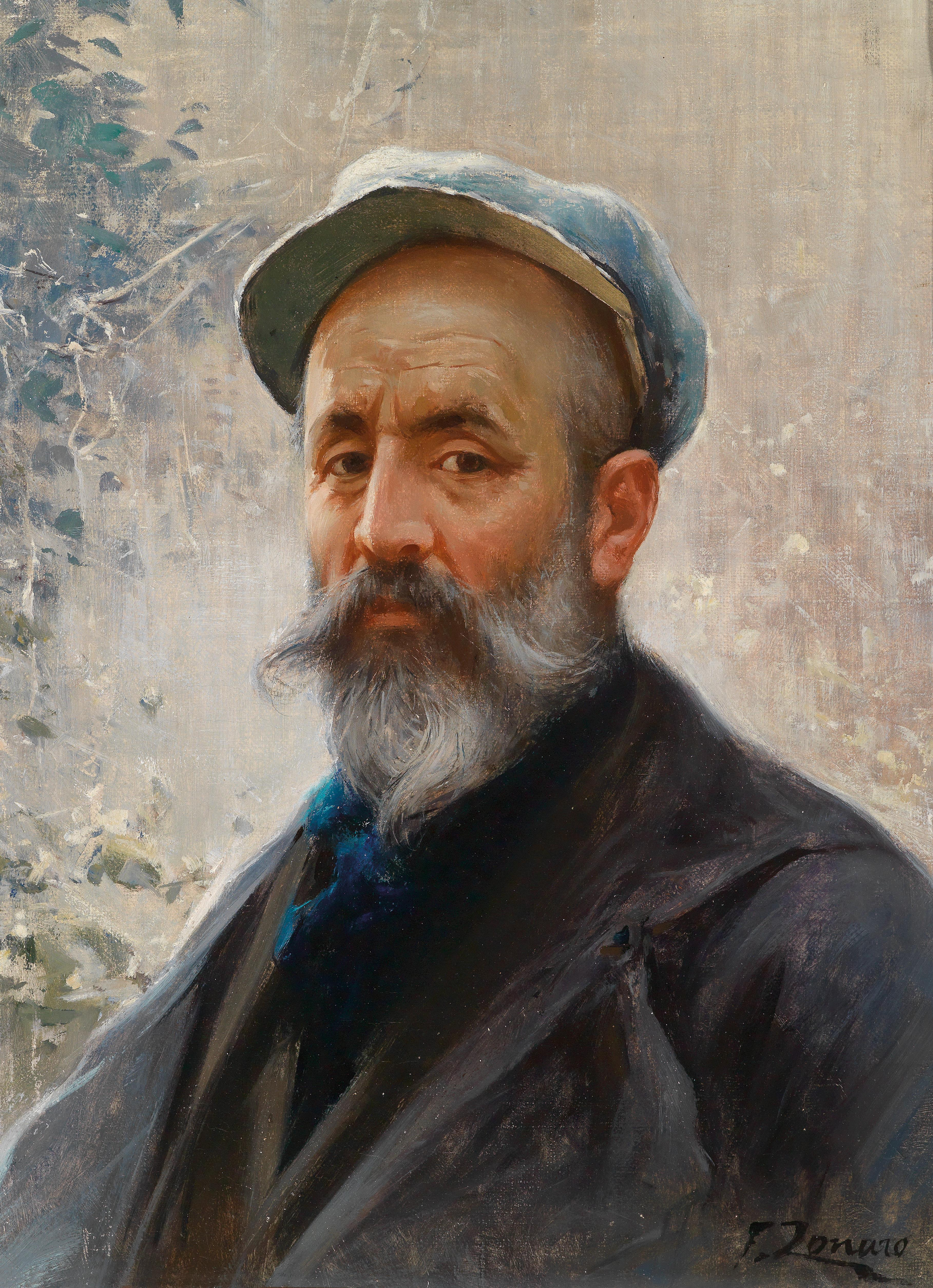
Автопортрет Фаусто Зонаро
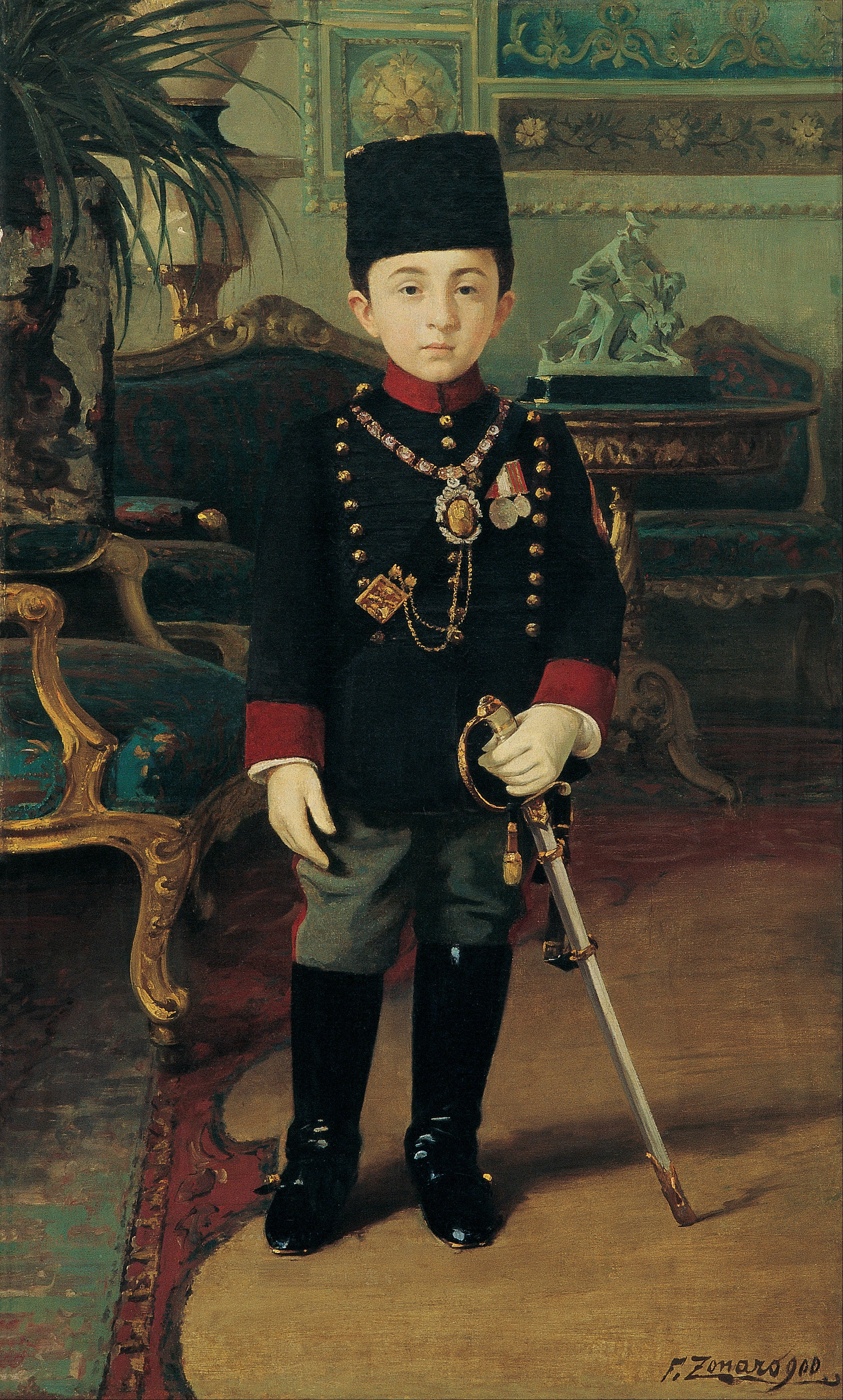
Принц Абдуррахім Ефенді
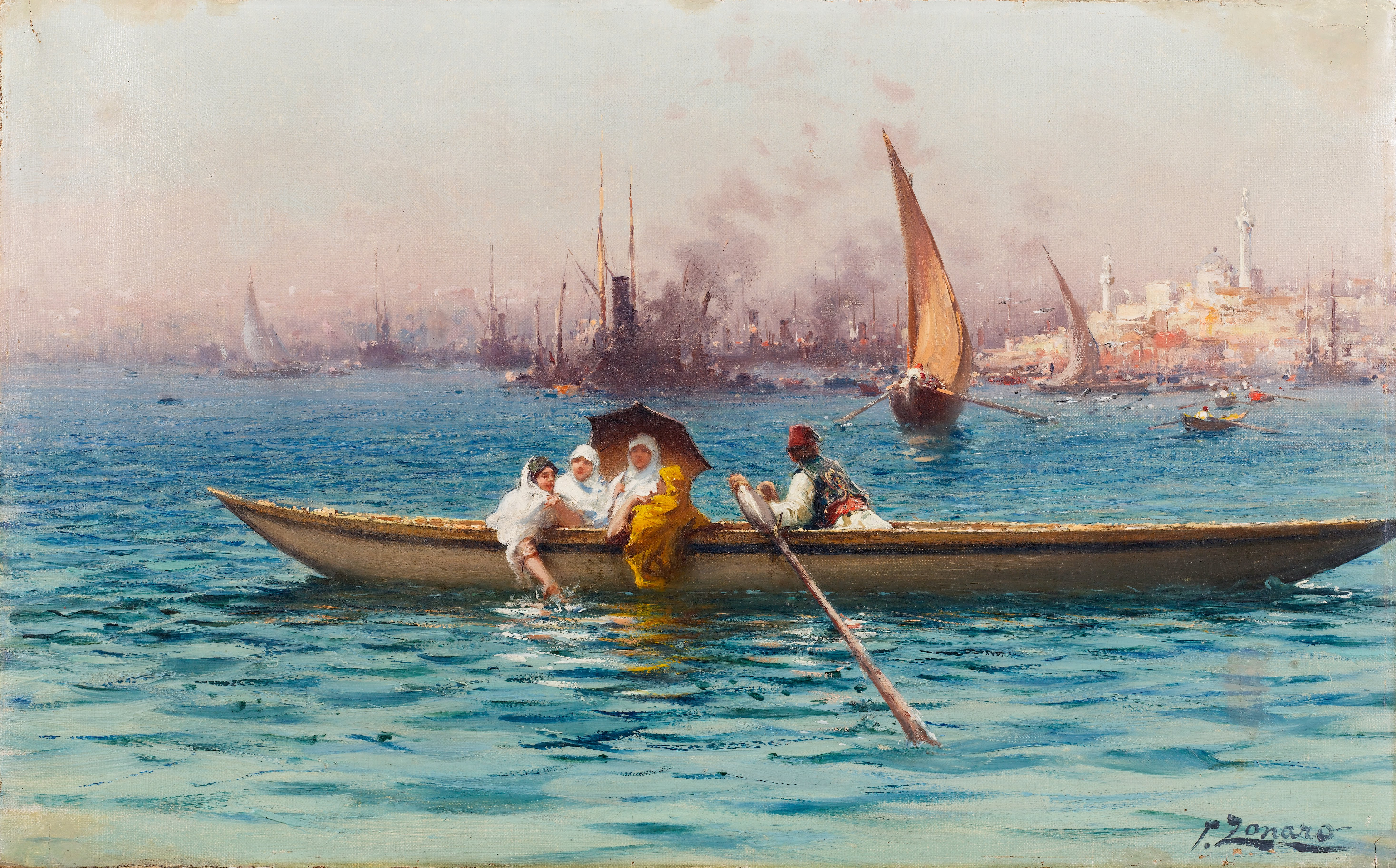
Розвага на Кайке
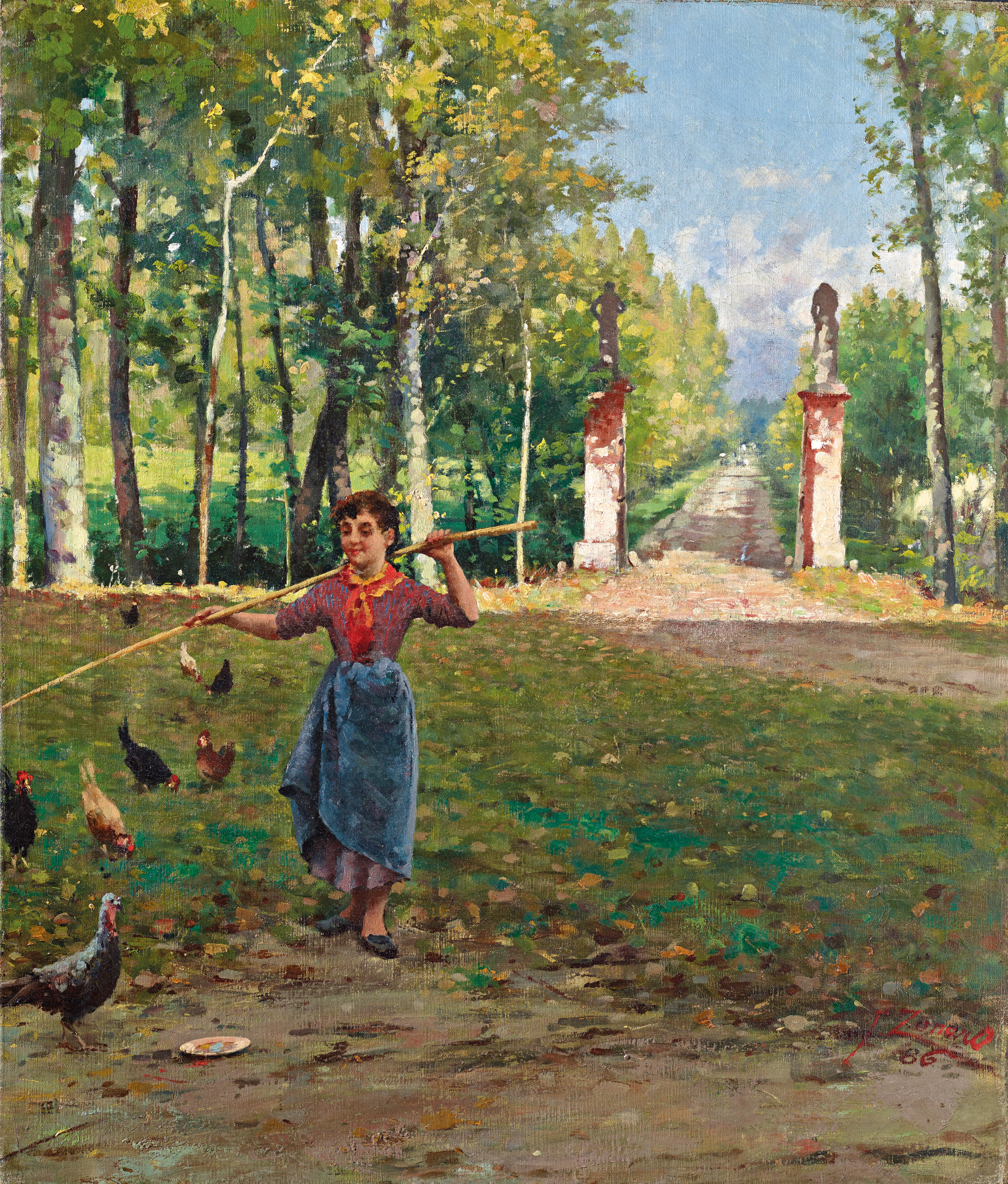
Вхід у віллу Камерині